# أوتوديسك مايا
مايا (بالإنجليزية: Maya)‏ هي حزمة برمجية لإنشاء الرسوميات والنمذجة ثلاثية الأبعاد تم تطويرها في الأصل من قبل شركة أنظمة ألياس، لكنه الآن مملوك من قبل أوتوديسك كجزء من قسم الوسائط والترفيه. امتلكت أوتوديسك مايا في أكتوبر 2005 بعد شرائها لألياس. مايا يستخدم في صناعة السينما والتلفاز، بالإضافة إلى ألعاب الفيديو والتصميم المعماري.
يعتمد البرنامج على محرك تصيير خاص به إضافة لمينتال راي.
تمت إعادة برمجة وجهات البرنامج كلياً في الأصدار 2012 باستخدام مكتبة كيوت من نوكيا.
في عام 2003، فاز مايا بجائزة الأوسكار للإنجاز العلمي والتقني.

## لغة تطوير البرمجيات
- لغة مايا المضمنة (Maya Embedded Language) أو اختصاراً ميل (MEL).
- بيثون (Python).
- بايميل (PyMel).

## أقسام البرنامج

### التحريك (Animation)
معظم أدوات التحريك الأجسام والشخصيات تندرج بشكل افتراضي ضمن هذا القسم. يوفر هذا القسم أيضاً أدوات بناء هياكل حركة للشخصيات وربطها فيما بينها.

### المضلعات (Polygons)
يشمل أدوات بناء وتعديل المضلعات.

### السطوح (Surfaces)
يختص هذا القسم برسم المنحنيات والسطوح الفراغية من نوع نيربز (NURBS).

### الديناميكا (Dynamics)
هذا القسم يحوي أنظمة المحاكاة الفيزيائة التي يقوم البرنامج من خلالها بحساب حركة الجسيمات بناءً على نماذج فيزيائية ورياضية معرفة مسبقاً. أهم أنظمة المحاكاة في هذا القسم هي:
- نظام لمحاكاة السوائل. يتميز بأنه عام وقادر على محاكاة الغازات. تمت إضافته في الإصدار 4.5.
- نظام لمحاكاة الأقمشة والملابس. تم استبداله في الاصدارات الحديثة بنظام جديد إن كلوث (nCloth).
- نظام لمحاكاة الأجسام الصلبة والمرنة.

### التصيير (Rendering)
في هذا القسم يتم تحديد المظلالات والتحكم بخصائص محرك التصيير كل يوم.

### إن دايناميكس (nDynamics)
في الاصدارات الحديثة تم تجميع أدوات الجيل الجديد من أنظمة المحاكاة الفيزيائية في هذا القسم. أهم الأنظمة التي تندرج تحت هذا القسم هي:
- إن بارتيكلز (nParticles): نظام عام لمحاكاة الجزيئات.
- إن كلوث (nCloth): نظام جديد لمحاكاة الأقمشة.